# منزل الدكتور دي (رواية)
منزل الدكتور دي (بالإنجليزية: The House of Doctor Dee)‏ هي رواية للكاتب الإنجليزي بيتر أكرويد، نشرت عام 1993، لأول مرة عن دار نشر هاميش هاملتون.